# Ohinetamatea (fleuve)
Le fleuve Ohinetamatea  (en anglais : Ohinetamatea River) est un cours d’eau de la région du District de Westland dans l’Île du Sud de la Nouvelle-Zélande.

## Etymologie
Il est aussi connue sous le nom de Saltwater Creek.

## Géographie
Le fleuve prend naissance sur le flanc nord de la chaîne de “Copland Range” et s’écoule  vers le nord jusqu’à ce qu’il atteigne la vallée de la rivière  Cook et tourne ensuite vers l’ouest. Sur son parcours ,il y a une grande chute d’eau de 72 m de haut située à 700 m d’altitude. Le fleuve passe au sud d’une ancienne moraine glaciaire, qui le sépare du cours inférieur de la vallée de la rivière Cook. Il se termine par son embouchure dans la Mer de Tasman